# Selongey
Selongey – miejscowość i gmina we Francji, w regionie Burgundia-Franche-Comté, w departamencie Côte-d’Or.
Według danych na rok 1990 gminę zamieszkiwało 2386 osób, a gęstość zaludnienia wynosiła 51 osób/km² (wśród 2044 gmin Burgundii Selongey plasuje się na 83. miejscu pod względem liczby ludności, natomiast pod względem powierzchni na miejscu 40.).